# 克洛派内尔湖畔圣坎奇安
克洛派内尔湖畔圣坎奇安是奥地利克恩顿州弗尔克马克特县的一个市镇。总面积40.94平方公里，总人口4359人，人口密度106.5人/平方公里（2005年）。